# Johnny Jansen (1952)
Johnny Jansen (6 september 1952) is een Nederlands voormalig voetballer, die speelde als verdediger. Hij stond onder contract bij onder meer sc Heerenveen en FC Den Haag.